# Hiyō
Die Hiyō (japanisch 飛鷹) war ein Leichter Flugzeugträger der gleichnamigen Klasse der Kaiserlich Japanischen Marine, der im Zweiten Weltkrieg zum Einsatz kam.

## Geschichte

### Konstruktion und Bau
Sie wurde wie ihr Schwesterschiff Jun’yō ursprünglich als Passagierschiff für die  Reederei Nippon Yusen Kaisha geplant, aber als Flugzeugträger vollendet.

### Einsätze
Ab der Indienststellung wurde sie im Bereich um Guadalcanal eingesetzt. Kurz vor der Schlacht bei den Santa-Cruz-Inseln brach ein Feuer im Generatorraum aus. Die Flugzeuge wurden auf die Junyō gebracht und die Hiyō lief nach Truk zurück, um dort repariert zu werden.
Am 10. Juni 1943 wurde sie in der Nähe der Miyake-Insel von zwei Torpedos des amerikanischen U-Bootes Trigger in den Bug und die Kesselräume getroffen. Die Kesselräume 1 und 2 wurden überflutet. Die Mannschaft konnte die Hiyō so weit instand setzen, dass sie aus eigener Kraft nach Tateyama und weiter nach Yokosuka laufen konnte. Während sie repariert wurde, wurden ihre Flugzeuge auf der Ryūhō eingesetzt.

### Schicksal
Am 19. und 20. Juni 1944 nahm sie an der Schlacht in der Philippinensee teil. Im Verlauf dieser Schlacht wurde die Hiyō am 20. Juni von einer Bombe auf der Brücke getroffen, wodurch der Kommandant Kapitän Yokio schwer verletzt und fast die gesamte Brückenbesatzung getötet wurde. Kurz darauf wurde sie von Torpedoflugzeugen angegriffen, und ein Torpedo traf in Höhe des rechten Maschinenraums. Das Schiff verlor rasch an Geschwindigkeit, konnte aber mit der linken Schraube weiterlaufen. Mehrere Feuer brachen aus, die rasch unter Kontrolle gebracht werden konnten. Wie bei der Taihō am Vortag verteilten sich jedoch Flugbenzindämpfe im Schiff und explodierten, wodurch das gesamte Heck in Brand gesetzt wurde. Um 19:32 Uhr sank die Hiyō. 1000 Mann der Besatzung konnten von Zerstörern gerettet werden.

## Liste der Kommandanten
| Nr. | Name                             | Beginn der Amtszeit | Ende der Amtszeit | Bemerkungen                                                   |
| --- | -------------------------------- | ------------------- | ----------------- | ------------------------------------------------------------- |
| 1.  | Kapitän zur See Beppu Akitomo    | 31. Juli 1942       | 30. November 1942 | seit 15. November 1941 mit der Baubelehrung betraut           |
| 2.  | Kapitän zur See Sumikawa Michio  | 30. November 1942   | 1. September 1943 |                                                               |
| 3.  | Kapitän zur See Furukawa Tamotsu | 1. September 1943   | 15. Februar 1944  |                                                               |
| 4.  | Kapitän zur See Yokoi Toshiyuki  | 15. Februar 1944    | 30. Juni 1944     | bereits am 20. Juni 1944 nach Schiffsverlust faktisch beendet |